# Zeswegen-Nieuw Husken
Zeswegen-Nieuw Husken is een wijk van de Nederlandse gemeente Heerlen en behoort bij het stadsdeel Heerlen-Stad. De wijk heeft geheel een woonfunctie en kent een tweetal parken.
De wijk heeft 3911 inwoners (in 2007) en bestaat uit de buurten Zeswegen, Husken en In de Cramer. Zeswegen is gelegen op de voormalige steenberg van de kolenmijn Oranje-Nassau I en is gebouwd in de tweede helft van de jaren 1980. Husken is direct na de voltooiing van Zeswegen gebouwd, in de eerste helft van de jaren 1990, en ligt aan de westelijke voet van de voormalige steenberg. De twee buurten worden van elkaar gescheiden door een park.

## Kerncijfers bevolking
De onderstaande cijfers omvatten de situatie op 1 januari 2007.
| Omschrijving              | Aantal |  |
| ------------------------- | ------ |  |
| Aantal inwoners           | 3911   |  |
| Inwoners 0 t/m 14 jaar    | 21,8%  |  |
| Inwoners 15 t/m 64 jaar   | 73%    |  |
| Inwoners 65 jaar en ouder | 5,2%   |  |
|                           |        |  |
| Autochtonen               | 60,9%  |  |
| Westerse allochtonen      | 22,7%  |  |
| Niet-westerse allochtonen | 16,3%  |  |

Stadsdelen: Heerlerbaan · Heerlerheide · Heerlen-Stad · Hoensbroek

Wijken: Aarveld-Bekkerveld · De Beitel · Caumerveld-Douve Weien · Eikenderveld · Heerlen-Centrum · Heerlerbaan-Oost · Heerlerbaan-West · Passart · De Hei · Heksenberg · Hoensbroek-De Dem · De Koumen · Maria-Gewanden-Terschuren · Mariarade · Meezenbroek-Schaesbergerveld · Molenberg · Nieuw Lotbroek · Rennemig-Beersdal · Schandelen-Grasbroek · Vrieheide-De Stack · Welten-Benzenrade · Woonboulevard-Ten Esschen · Zeswegen-Nieuw Husken

Buurtschappen en gehuchten: De Euren · Heihoven · Imstenrade · Schurenberg · Terschuren

Limburg: Steden en dorpen      Nederland: Provincies · Gemeenten